# Ioan Oratie
Ioan Oratie (n. 9 iunie 1957, Zărnești) este un pictor român. 

## Date biografice
Ioan Oratie a absolvit în 1998 Universitatea de Arte Plastice, Facultatea de Arte decorative și Design, Secția pictură monumentală, clasa profesor Viorel Grimalschi. Din 1999 este membru al Uniunii Artiștilor Plastici din România. Este căsătorit cu Roxana Păsculescu, critic de artă.

## Aprecieri critice
Ioan Oratie are calitatea ca atunci când pictează să vadă pe pânză tridimensional, punând aceasta în evidență prin aplicarea culorilor la locul potrivit, de la culori vii până la culori pastelate cu cât privirea ți se îndreaptă spre fundalul imaginii. Aceasta se concetizează pe tabloul Poarta în care, privind prin gardul din jur în curte ai senzația că ești pe cale să intri.

## Activitate

### Expoziții
- 1999 Brașov, Sala Victoria.2005 București, Sediul UNESCO.
- 2006 București, Libra Bank ; Bussines International Plaza ; Galeria Galateea.
- 2006 București, Hanul cu Tei
- 2007 Bușteni, Galeria Silva.
- 2008 București, Galeria Irecson.

### Expoziții de grup
- 1998 București, Galeria Gala.
- 2000 București, Sala de Expoziții "Constantin Brâncuși".
- 2000 Reșița, Salonul Artiștilor Plastici.
- 2000, 2002,2003, 2004 București, Salonul Municipal.
- 2005 București, Galeria Orizont.
- 2006, Bacău/Chișinău, Saloanele Moldovei.

## Colaborări proiecte artă monumentală
- 1995 restaurare pictură murală, Biserica Mănăstirii Plătărești, coordonator Viorel Grimalschi.
- 1996 - 1997 restaurare pictură murală, Biserica din Deal Sighișoara, coordonator Romeo Gheorghiță.
- 1997 pictură murală Biserica Mănăstirii Cernica.
- 1999, 2000 pictură murală Biserica Cotnari, coordonator profesor Sava Nicolae.
- 1995, 1997 mozaic Combinatul Petrochimic Midia Năvodari.
- 2007 mozaic, Hotel Vega Mamaia.

### Tabere de creație
- 2004, 2005, 2006 Tabăra Internațională "Lucian Grigorescu" de la Medgidia
- 2007 Tabăra de la Hârsa, Prahova

Lucrări în colecții particulare din România, Franța, Spania, S.U.A, Japonia, Turcia.